# Ferrari F310B
La Ferrari F310B è un'automobile monoposto sportiva di Formula 1, la quarantaquattresima utilizzata dalla Scuderia Ferrari, che gareggiò nel 1997.
Con questa monoposto la Ferrari ritornò stabilmente ai vertici della Formula 1 e, cosa che non accadeva dal 1990, riuscì a contendere i titoli mondiali piloti e costruttori. È la seconda monoposto del Cavallino a montare un propulsore V10.

## Livrea e sponsor
Al termine della stagione 1996 venne formalizzato il rafforzamento del rapporto commerciale tra la Scuderia Ferrari e la Philip Morris International, in virtù del quale il marchio Marlboro, concluso il ventennale rapporto con la McLaren e l'ancor più longeva esperienza del World Championship Team (attraverso il quale aveva sponsorizzato varie squadre e, individualmente, la carriera di diversi piloti), divenne title sponsor della squadra di Maranello, di conseguenza ufficialmente ribattezzata Scuderia Ferrari Marlboro a partire dal 1997.
In ragione di ciò, trapelarono presto indiscrezioni su un possibile cambio di livrea per le monoposto italiane, con la dismissione dello storico rosso corsa e una più decisa presenza del bianco. All'atto della presentazione della F310B si poté però constatare come quest'ultimo scenario non corrispondesse al vero: sebbene la carrozzeria presentasse ben nove insegne «Marlboro», il ricorso al bianco era comunque residuale. Quanto al rosso, la tonalità era effettivamente più brillante e tendente all'arancio rispetto alla norma, ma tale gradazione era legata, più che a motivi commerciali, alla necessità di rendere più riconoscibili le monoposto Ferrari nelle riprese televisive.
Per quanto concerne le forniture tecniche, vennero confermate sia la Goodyear per gli pneumatici che la Shell per carburante e olio.

## Sviluppo

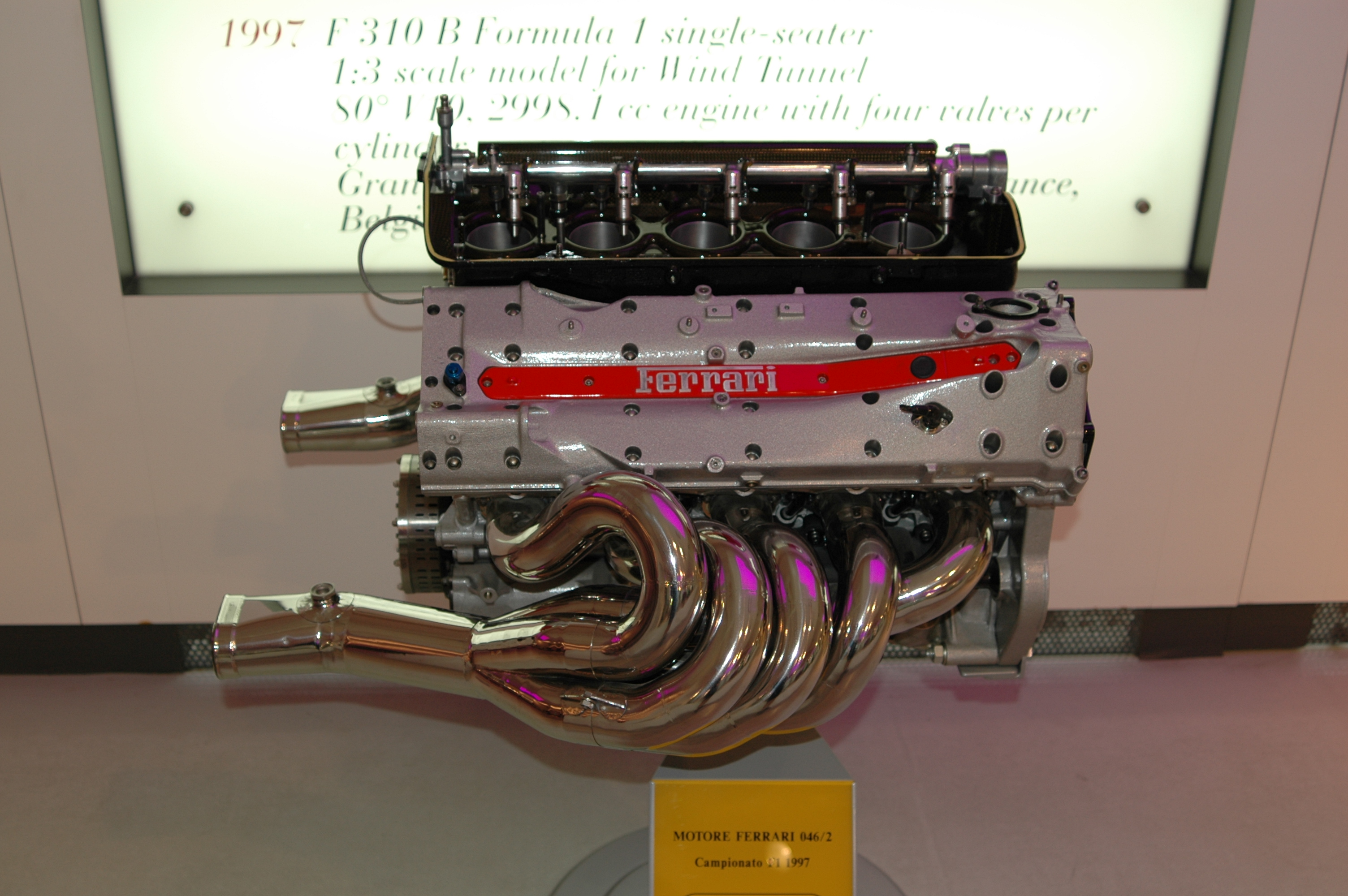
Il Ferrari Tipo 046/2, il V10 utilizzato nel 1997 sulla F310B.

La F310B fu l'ultima vettura Ferrari progettata da John Barnard: il tecnico britannico, infatti, a poche settimane dall'inizio della stagione passò alla Arrows e venne sostituito da Rory Byrne, il quale ereditò un progetto ormai in fase di ultimazione: con l'arrivo del telaista sudafricano a Maranello, peraltro, si ricompose il gruppo di lavoro che, con il direttore tecnico Ross Brawn e il pilota Michael Schumacher, era stato il fulcro dei successi Benetton a metà del decennio.
Filosofia-base del progetto fu la ricerca della massima affidabilità — punto debole nella precedente F310 — a scapito della prestazione estrema: ne risultò una vettura pienamente competitiva al massimo livello, che dopo sei anni di difficoltà consentì nuovamente alla Rossa di lottare per la vittoria nelle classifiche iridate.

### Aerodinamica
Rispetto alla vettura precedente, la monoposto del 1997 appariva più squadrata, con la centina dell'abitacolo più bassa e sottile, a imitazione della rivale Williams. Il muso della vettura presentava fin da subito la configurazione "alta" — con due montanti paralleli di supporto all'ala —, diversamente da quanto accaduto l'anno prima. Inoltre venne abbassato il baricentro e rastremato il posteriore, con un deciso arretramento delle pance laterali, le cui imboccature adottarono una forma rettangolare precedute da due bombature sulle fiancate, soluzione già vista sulle Benetton a partire dal 1992.
A metà stagione il nuovo progettista Byrne intervenne sul progetto, con susseguente messa in pista di una versione modificata della vettura, caratterizzata da un nuovo retrotreno e da un airscope distaccato dal poggiatesta, anche in questo caso riprendendo un'idea originale della Williams.

### Motore
La F310B utilizzò due motori durante il campionato: il Tipo 046, l'unità utilizzata nel 1996, poi sostituito dal nuovo Tipo 046/2. Quest'ultimo offriva circa 20 CV in più rispetto allo 046, era più leggero e venne reso più affidabile nel corso della stagione. Il cambio, situato in posizione trasversale, manteneva la configurazione a sette rapporti.

## Scheda tecnica
- Carreggiata anteriore: 1,690 m
- Carreggiata posteriore: 1,605 m

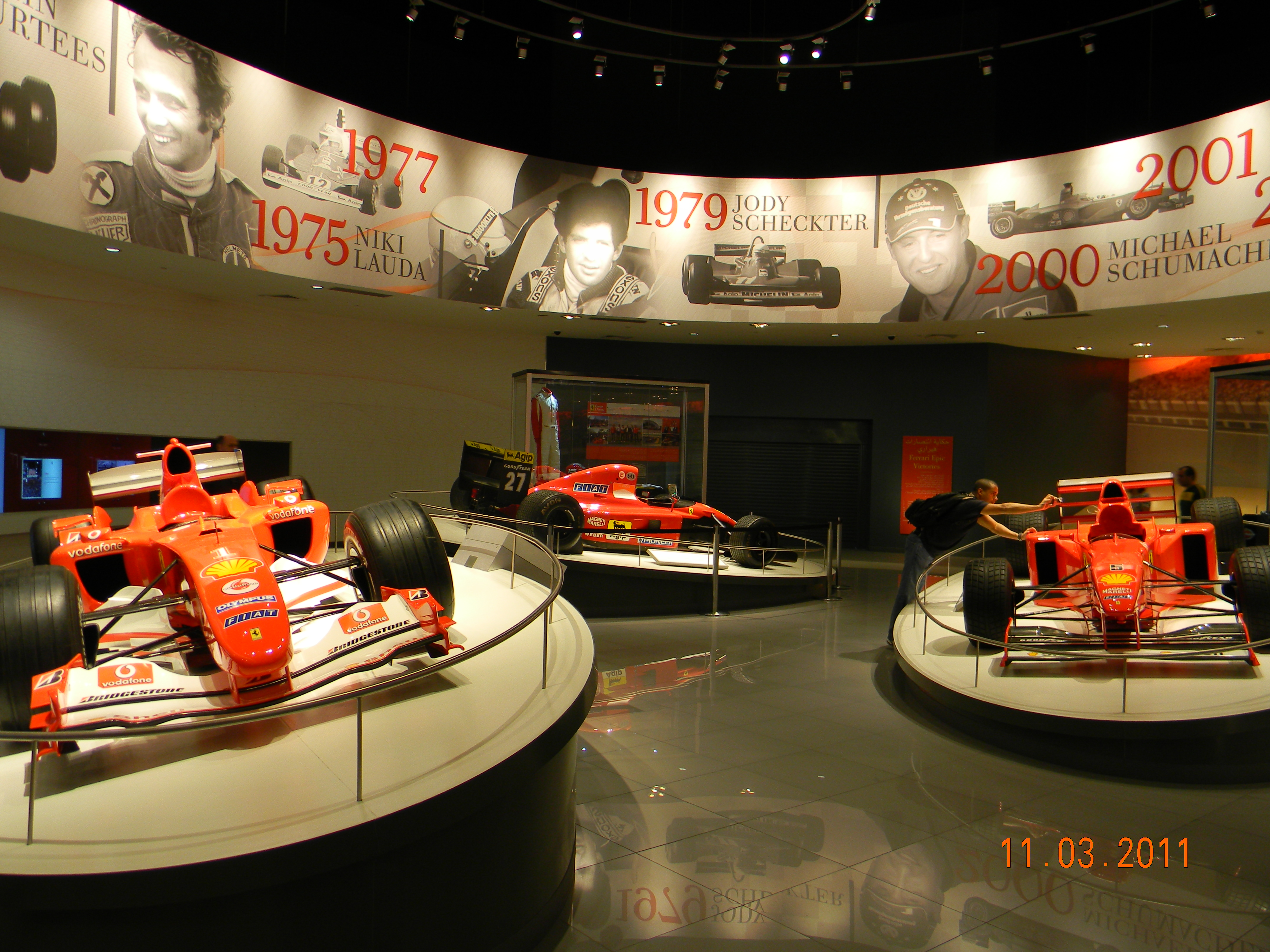
Una F310B, sulla destra, appartenuta a Schumacher, in mostra nella Galleria Ferrari, nel Ferrari World, ad Abu Dhabi.

- Telaio: materiali compositi, a nido d'ape con fibre di carbonio
- Trazione: posteriore
- Frizione: multidisco
- Cambio: trasversale Ferrari, 7 marce e retromarcia (comando semiautomatico sequenziale a controllo elettronico)
- Differenziale: autobloccante
- Freni: a disco autoventilanti in carbonio
- Motore: tipo 046/1B e 046/2B
  - Num. cilindri e disposizione: 10 a V (75°)
  - Cilindrata: 2 998,1 cm³
  - Potenza: 730 CV
  - Distribuzione: pneumatica
  - Valvole: 40
  - Materiale blocco cilindri: alluminio microfuso
  - Olio: Shell
  - Alimentazione: iniezione elettronica digitale Magneti Marelli
  - Accensione: elettronica Magneti Marelli statica
- Sospensioni: indipendenti a puntone e molla di torsione anteriore e posteriore
- Pneumatici: Goodyear
- Cerchi: 13"[6]

## Carriera agonistica

### Stagione

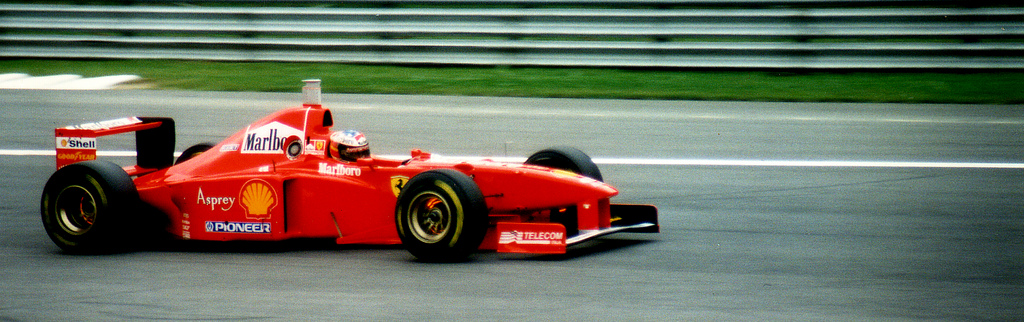
Schumacher al Gran Premio d'Italia 1997 sulla sua Ferrari F310B.

La vettura debuttò nella gara inaugurale della stagione, in Australia, il 9 marzo 1997. La prima parte del campionato fu altalenante, foriera di risultati un po' deludenti soprattutto in gara. Michael Schumacher giunse al secondo posto nella gara di apertura, alle spalle della McLaren di David Coulthard, penalizzato da un problema al serbatoio che lo costrinse a una sosta aggiuntiva negli ultimi giri. Dopo un quinto posto sofferto in Brasile, il tedesco fu costretto al ritiro in Argentina dopo un contatto alla prima curva con la Stewart di Barrichello, ma in compenso l'altro ferrarista Eddie Irvine disputò un'ottima corsa conquistando il secondo posto, mentre al successivo appuntamento a Imola entrambe le Rosse salirono sul podio, piazzandosi seconda e terza, un fatto che non avveniva dal Gran Premio di San Marino 1995. A maggio arrivò la prima vittoria, sotto la pioggia di Monaco, dove Schumacher inflisse distacchi abissali ai suoi avversari mentre Irvine concluse di nuovo terzo. Questi risultati permisero al tedesco di balzare in testa alla classifica, complici i numerosi passi falsi compiuti anche dalla Williams campione in carica.
La F310B pagava tuttavia in termini di potenza nei confronti delle dirette avversarie, in particolare della Williams FW19, risultando penalizzata nelle piste medio-veloci e veloci, come accadde a Montmeló dove Schumacher concluse solo quarto, complice la scarsa tenuta degli pneumatici. Da metà stagione però, con l'adozione della versione rivisitata della monoposto e del nuovo motore, le prestazioni migliorarono decisamente, tanto che il tedesco riuscì a portare la monoposto a vincere altre quattro gare. La prima di queste arrivò in Canada quando Coulthard, che si era portato in testa alla gara, si fermò per una sosta supplementare dovuta al degrado improvviso delle gomme, restando poi bloccato per parecchi secondi a causa di un problema tecnico; appena due giri dopo la corsa venne interrotta per via del grave incidente occorso alla Prost di Panis, e Schumacher si aggiudicò il Gran Premio.

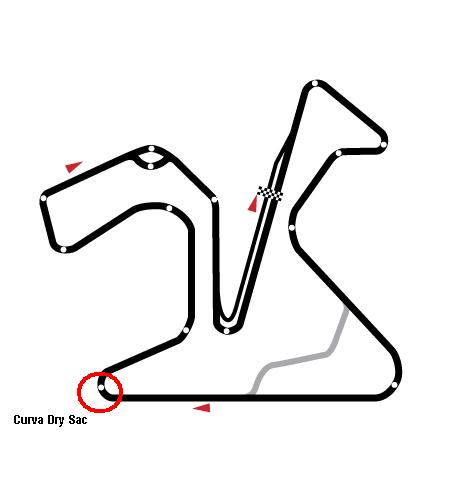
La curva Dry Sac di Jerez, luogo della collisione tra Schumacher e Jacques Villeneuve nel corso dell'ultimo Gran Premio della stagione.

Il terzo successo arrivò due settimane dopo in Francia, dove Schumacher vinse davanti alla Williams di Frentzen, a Irvine e all'altro alfiere di Grove, Jacques Villeneuve. Sia a Montréal sia a Magny Cours la prima guida del Cavallino aveva conquistato anche la pole position, dimostrando quindi la ritrovata competitività della F310B anche in qualifica. Dopo otto gare dunque il tedesco comandava la classifica con 14 lunghezze di margine su Villeneuve, mentre la Ferrari ne vantava 13 in più della Williams nel campionato costruttori, uno scenario che fino all'anno prima sembrava impensabile. Dopo un ritiro in Gran Bretagna, Schumacher ottenne un secondo posto in Germania, dietro alla Benetton di Berger, e un quarto in Ungheria, dove partì di nuovo al palo, venendo però rallentato dal deterioramento delle coperture; dopodiché vinse sul bagnato in Belgio, riportando così il suo vantaggio su Villeneuve a 11 punti.
In settembre tuttavia la F310B registrò un improvviso calo di prestazioni, ne conseguì che Schumacher raccolse solo due sesti posti in Italia e in Austria, dove venne anche penalizzato con uno stop and go di 10" per un sorpasso in regime di bandiere gialle, mentre al via del Gran Premio del Lussemburgo al Nürburgring il tedesco venne urtato dalla Jordan del fratello Ralf alla prima staccata, dovendo così abbandonare la corsa; Villeneuve, approfittando anche dei ritiri delle due McLaren di Häkkinen e Coulthard, che avevano comandato buona parte della gara, colse un importante successo con cui tornò al comando della classifica piloti con 9 punti di vantaggio. Dal canto suo Irvine, dopo il terzo posto in Francia, non era riuscito a ottenere punti per sette gare consecutive compromettendo anche le speranze di Maranello nella lotta per il titolo costruttori. Il mondiale si riaprì tuttavia dopo la squalifica di Villeneuve in Giappone, dove Schumacher tornò a vincere, presentandosi così all'ultima gara di nuovo in testa al campionato, con 1 punto di margine sul rivale (78 a 77): era dal 1983 che la Rossa non arrivava all'ultima gara dell'anno ancora in lotta per il titolo piloti.
Nel decisivo Gran Premio d'Europa, disputatosi sul tracciato di Jerez de la Frontera, Schumacher scattò in testa alla partenza ma, dopo avere guidato due terzi della corsa, successivamente al cambio gomme cominciò a pagare la rimonta di Villeneuve: giunti al quarantottesimo giro, ormai braccato dal canadese che si stava apprestando a superarlo, in un disperato tentativo di resistenza il tedesco speronò deliberatamente la Williams al tornantino Dry Sac, danneggiando irrimediabilmente la sospensione anteriore destra della sua F310B e venendo così costretto al ritiro. La manovra, oltre a precludere le ambizioni iridate del ferrarista, venne giudicata volontaria dalla Federazione Internazionale dell'Automobile che per questo lo squalificò dalla classifica mondiale del 1997, revocandogli il secondo posto e tutti i punti maturati in stagione; la decisione non riguardò i punti validi per la casa di Maranello nella classifica costruttori.
La F310B ottenne 5 vittorie e 3 pole con Schumacher nel campionato 1997 di Formula 1, totalizzando 102 punti nel campionato costruttori, 78 conquistati da Schumacher e 24 da Irvine. Pur non facendo suoi i due titoli mondiali, la monoposto ebbe il pregio di riportare la Ferrari a lottare concretamente al vertice della categoria, cosa che non si verificava dalla 641 F1 della stagione 1990.

## Risultati in Formula 1
| Anno | Vettura | Motore             | Gomme | Piloti     |     |    |     |   |   |    |     |   |     |     |   |    |   |     |     |   |     |  |  |  |  |  |  |  | Punti | Pos. |
| ---- | ------- | ------------------ | ----- | ---------- | --- | -- | --- | - | - | -- | --- | - | --- | --- | - | -- | - | --- | --- | - | --- |  |  |  |  |  |  |  | ----- | ---- |
| 1997 | F310B   | Ferrari Tipo 046/2 | G     | Schumacher | 2   | 5  | Rit | 2 | 1 | 4  | 1   | 1 | Rit | 2   | 4 | 1  | 6 | 6   | Rit | 1 | Rit |  |  |  |  |  |  |  | 102   | 2º   |
| 1997 | F310B   | Ferrari Tipo 046/2 | G     | Irvine     | Rit | 16 | 2   | 3 | 3 | 12 | Rit | 3 | Rit | Rit | 9 | 10 | 8 | Rit | Rit | 3 | 5   |  |  |  |  |  |  |  | 102   | 2º   |

## Ferrari F310C
La Ferrari F310C (definita così dai media) è una vettura prototipo, utilizzata dalla Ferrari a Fiorano negli ultimi giorni del 1997, in previsione dei futuri regolamenti del 1998, cioè con gomme scanalate e una carreggiata ristretta. Questa monoposto non era verniciata nel classico rosso corsa della casa di Maranello; presentava una semplice livrea nera, caratteristica della fibra di carbonio, ed era senza sponsor. Era, in pratica, una F300 in fase di collaudo prima della presentazione ufficiale, avvenuta il 7 gennaio 1998.